# Hygrophoraceae
Hygrophoraceae là một họ nấm trong bộ Agaricales. Họ nấm này hiện bao gồm 25 chi tương ứng với hơn 600 loài.

## Thực phẩm
Nấm thuộc các chi Hygrophorus và Hygrocybe có thể ăn được và đôi khi được bày bán trong các cửa hàng. Một vài ví dụ về các loài nấm rừng được thu hái và mua bán bao gồm: Hygrophorus russula, H. purpurascens, H. chrysodon, H. hypothejus ở México, và H. eburneus, H. latitabundus ở vùng núi Pyrénées. Hygrophorus gliocyclus cũng được một số dân tộc thiểu số ở Canada dùng làm thực phẩm. Tuy nhiên, tất cả các loài nấm trên đều không được gieo trồng đại trà.